# .im
.im је највиши Интернет домен државних кодова (ccTLD) за Острво Ман. Администрира га Влада Острва Ман.
Регистрације су на трећем, или понекад четвртом нивоу, испод разних категорија:
- co.im за компаније, удружења, трговце и остале комерцијалне организације
- ltd.co.im за приватне д.о.о. компаније
- plc.co.im за јавне д.о.о. компаније
- net.im за Интернет сервисне провајдере
- gov.im за владу Острва Ман
- org.im за особе и непрофитне организације
- nic.im за употребу унутар im домена која подржава инфраструктуру
- ac.im за академске организације